# Mariä Geburt, neu (Lebenhan)
Die neue Kirche Mariä Geburt ist eine römisch-katholische, in den Jahren 1970/71 entstandene Kirche in Lebenhan, einem Stadtteil von Bad Neustadt an der Saale, der Kreisstadt des unterfränkischen Landkreises Rhön-Grabfeld in Bayern.
Die alte Kirche von Lebenhan ist die um 1400 entstandene Mariä-Geburt-Kirche unter dem gleichen Patrozinium.

## Beschreibung
Die Kirche mit ihren 300 Sitzplätzen entstand in den Jahren 1970/1971 unter Architekt Schilling. Der Eingang zur Kirche befinden sich im Gemeindezentrum, an dessen Wänden die 12 noch erhaltenen der 14 Kreuzwegstationen zu sehen sind.
Licht fällt in den Innenraum der Kirche in der Hauptsache durch die vollständige Glaswand zum Innenhof und wie ein Band durch die Oberlichter.
Altar, Ambo und Sakramentshäuschen bestehen aus Metall. Der Altartisch beherbergt die Reliquien aus der alten Kirche; er kann bei Konzerten zur Seite geschoben werden. Ebenfalls aus der alten Kirche stammen die von einem unbekannten Künstler stammenden Figur der Madonna, von Maria und Josef sowie die Herz Jesu-Figur. Auch der Taufstein mit der Jahreszahl 1749 stammt aus der alten Kirche. Das Hängekreuz entstand, indem der barocke Korpus in einer die Welt symbolisierende Scheibe mit zentrisch ausgehenden Strahlen gefasst wurde. Die erhabenen Ringe auf der Scheibe breiten sich wie Wellen im Wasser aus und symbolisieren damit die Ausbreitung der Lehre und die Kraftquelle, die von der Mitte ausströmt.
Die Orgel befindet sich im Chorraum und stammt von der Firma Hoffmann aus Ostheim vor der Rhön.